# Joseph Maria Bünter (Politiker, 1808)
Joseph Maria Bünter (auch Josef Maria Bünter; * 17. November 1808 in Wolfenschiessen; † 28. Juni 1892 ebenda) war ein Schweizer Politiker. Von 1848 bis 1851 gehörte er dem Ständerat an.

## Leben
Der Sohn des Landwirts (Josef) Anton Bünter und der Anna Josefa Dönni besuchte nur während dreier Jahre eine Winterschule in Wolfenschiessen. Er arbeitete danach auf den Bauerngütern seines Vaters in Wolfenschiessen und Oberrickenbach. Da die Landwirtschaft für ein Leben seiner stark wachsenden Familie zu wenig Einkommen einbrachte, betätigte er sich auch als Holzhändler. Im Jahr 1846 zog die Familie nach Wolfenschiessen, wo die Familie das Wirtshaus «zum Ochsen» übernahm. Im Nebenerwerb war Joseph Maria Bünter 1848 Landjäger, 1848 bis 1850 obrigkeitlicher Waldbesichtiger, 1850 bis 1856 Strasseninspektor und 1850 bis 1880 Staatsanwalt. Im Jahr 1855 starb seine erste Gattin.
Bünter begann seine politische Karriere bereits in jungen Jahren im Landrat von Nidwalden. Von 1850 bis 1883 war er Regierungsrat des Kantons Nidwalden. Zudem war er 1849/1850 und erneut 1876/1877 Mitglied des Verfassungsrats. Nach der Gründung der modernen Schweiz war er vom 6. November 1848 bis zum 1. April 1851 trotz seiner Gegnerschaft zum neuen Bundesstaat erster Ständerat aus dem Kanton Nidwalden.
In der lokalen Politik hatte Bünter zahlreiche Ämter. Er wurde 1843 Armenrat (1845 und 1846 Präsident) und 1839 bis 1877 Kirchenrat (1843 und 1844 Kirchmeier), Schulrat 1853 bis 1859 und 1862 bis 1865 und sass 1850 bis 1877 im Gemeinderat von Wolfenschiessen (Gemeindepräsident 1852 bis 1858 und 1862 bis 1865). Trotz seiner geringen Bildung war er von 1868 bis 1871 Präsident des Vermittlungsgerichts.
Im Militär war Bünter 1845 Landmajor im Rang eines Oberstleutnants für den III. Militärkreis «ob der Mauer». Zudem war er 1850 bis 1883 Obervogt und Präsident der Konkurskommission sowie Präsident der Forstkommission. In gesellschaftlicher Sicht war er 1866 bis 1885 Mitglied des Historischen Vereins und des Pius-Vereins.
Bünter heiratete am 22. November 1830 Katharina Christen (1808–1855). Sie hatten gemeinsam drei Söhne und fünf Töchter (darunter Regierungsrat Joseph Maria Bünter). Nach dem Tod seiner ersten Gattin heiratete Bünter am 21. Januar 1856 Rosa Theresia Odermatt. Mit ihr hatte er vier Söhne und sieben Töchter (darunter Eduard Bünter, Gemeindepräsident von Wolfenschiessen).